# Dendrogaster ramosa
Dendrogaster ramosa is een kreeftachtigensoort uit de familie van de Dendrogastridae. De wetenschappelijke naam van de soort is voor het eerst geldig gepubliceerd in 1950 door Wagin.